# 黑龙江教育出版社
黑龙江教育出版社，是中华人民共和国的一个出版社，总部位于黑龙江省哈尔滨市。

## 概述
1983年12月28日，黑龙江教育出版社成立于黑龙江省哈尔滨市，出版教材、教学参考读物和课外读物，教育理论以及教育相关的学术专著、工具书等。1990年2月12日，经新闻出版署审核，黑龙江教育出版社符合重新登记的基本条件，准予重新登记注册。主办单位与主管部门均为黑龙江省新闻出版局。